# Родина (альбом группы «Николай Коперник»)
«Ро́дина» — музыкальный альбом группы «Николай Коперник», вышедший в 1986 году в виде магнитоальбома и в 2005 году в виде официального издания. Многими критиками[кем?] считается одной из самых неоднозначных работ в истории отечественной музыки. Из всех работ группы «Родина» считается самой выдающейся и известной.

## История создания
Премьера программы, составившей основу альбома, прошла в январе 1986 года на рок-фестивале «Ёлка», но исполненные группой композиции сильно отличались от материала, который позже вошёл в альбом. Неудовлетворенные своим дебютом, музыканты решили сосредоточить усилия на студийной записи. Работа над альбомом началась летом 1986 года. Местом записи стала квартира звукооператора Игоря Васильева, а оборудованием — 4-канальная портастудия фирмы Sony, приобретённая у композитора Давида Тухманова. Музыканты были стеснены условиями для записи, так как работа велась в двухкомнатной квартире хрущёвки. Из-за этих обстоятельств ударные было решено заменить на драм-машину Yamaha RX-11, одолженную барабанщиком Дмитрием Цветковым у композитора Эдуарда Артемьева. Цветков занимался программированием драм-машины во всех песнях, за исключением композиции «Дымки» — ритм к ней заложил клавишник Игорь Лень, который также являлся соавтором многих аранжировок альбома. Его манера игры характеризовалась склонностью к импровизации, а также хорошим звукоизвлечением и минимализмом. Иногда его партии заполняли пустые места, образовавшиеся в песнях в результате нехватки идей.
Основным композитором группы являлся её лидер — Юрий Орлов. Он являлся автором большинства мелодий, а во время записи исполнял все вокальные партии и играл на гитаре с применением стеклянного напёрстка, дающего звук, похожий на звенящий колокольчик. В нескольких композициях Орлов исполнил вместо Андреева соло на саксофоне. Орлов установил жёсткую дисциплину внутри группы, из-за чего просиходили конфликты с Игорем Ленем, который даже иногда уходил из группы на короткий срок.
Тексты для альбома были взяты Юрием Орловым из сборника стихов северных народностей СССР. Книга была подготовлена к выпуску в типографии «Искра революции», в которой Орлов работал сторожем. Музыканта заинтересовало лирическое стихотворение «Родина», что и определило источник текстов для альбома.
Работа над альбомом продолжалась в течение нескольких недель. Последним записывался вокал. Орлов любил записывать вокал ночью, что дало отпечаток на звучании альбома. К примеру, одна из самых знаменитых песен группы — «Дымки» — медленная, тихая, похожая на колыбельную — записывалась в четыре часа утра.

## Обложка
При выпуске в виде магнитоальбома «Родина» не имела обложки. Альбом приобрёл обложку при переиздании в 2005 году. Обложка имеет аскетичный дизайн — на ней изображена фотография Юрия Орлова, сделанная в 1986 году, а выше — название группы, выполненное мелкими буквами белого цвета и название альбома, выполненное крупными буквами красного цвета.

## Издание
Впервые альбом был выпущен в виде магнитоальбома летом 1986 года. В 2005 году «Родина» была издана официально. Распространение осуществлялось усилиями студии «Колокол» и самими музыкантами, поэтому работа вышла ограниченным тиражом.

## Отзывы
Сергей Иванников («Телескоп») в ретроспективном обзоре отметил профессиональное звучание группы, которое в то время было у минимума команд: «Перед нами — тот вариант новой волны, который достиг высшей точки зрелости и эстетической отточенности, выверенности»; при этом в альбоме на равных правах присутствуют элементы прогрессив-рока, сложные формы джаза, симфонического авангарда, фанка и советской поп-музыки. Тексты же «Родины» «создают эффект зависания в некоем промежуточном состоянии — „пребыванием между“ неким серьёзным отношением к миру и абсурдистским релятивизмом».
Слушая «Николая Коперник», легко можно представить ситуацию, при которой СССР меняется естественным, эволюционным образом, когда социальные и культурные новации не экспортируются извне, а прорастают сквозь естественную, органическую ткань внутренней жизни советского общества.

## Список композиций
Все тексты написаны Юрием Орловым, вся музыка написана Юрием Орловым, Игорем Ленем и Дмитрием Цветковым.
| №   | Название             | Длительность |
| --- | -------------------- | ------------ |
| 1.  | «Люди мира»          | 3:10         |
| 2.  | «В небесах лазурных» | 5:09         |
| 3.  | «Дымки»              | 4:48         |
| 4.  | «Муза»               | 2:34         |
| 5.  | «Юкагиры»            | 4:41         |
| 6.  | «Коники»             | 1:46         |
| 7.  | «Звезда»             | 5:17         |
| 8.  | «Ты далеко»          | 5:09         |
| 9.  | «Артельный трактор»  | 2:19         |
| 10. | «Родина»             | 6:46         |

## Участники записи
- Юрий Орлов — вокал, гитара, саксофон
- Олег Андреев — безладовая бас-гитара
- Игорь Лень — клавишные, драм-машина на 4
- Игорь Андреев — саксофон
- Дмитрий Цветков — драм-машина